# Castelo de Burgos

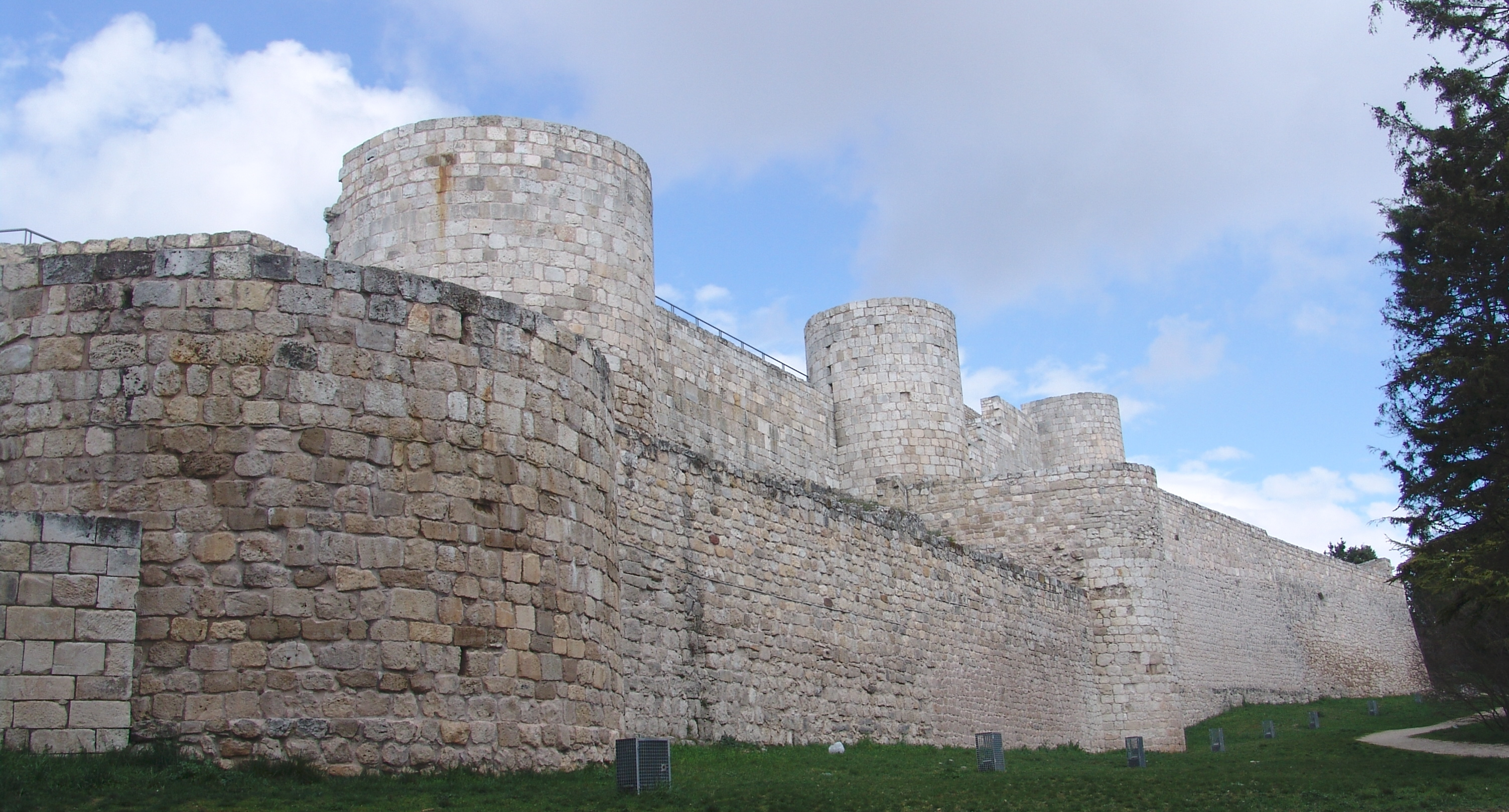
Castelo de Burgos

O Castelo de Burgos foi um castelo e alcázar, situado na cidade de Burgos, no morro de San Miguel a 75 m acima da cidade e a 981 m acima do nível do mar. 
O castelo aumentou no decorrer dos séculos, tornando-se uma importante fortificação e moradia dos reis de Castela. 
O castelo continua em ruínas até os dias de hoje.